# 余德耀
余德耀（1957年—2022年3月18日）是一位印度尼西亚华人企业家，慈善家和艺术收藏家。

## 生平
1957年出生于雅加达一个华人经商家庭，1960年代印尼反共大清洗中的排华情绪严重，后成长于新加坡，1970年代末毕业于新加坡公教中学，1978年回到印度尼西亚，1980年前往美国留学，毕业后回到印度尼西亚创业，接手一家经营不善的农业公司。1993年公司在印尼证券交易所挂牌上市。1997年亚洲金融危机和1998年黑色五月暴动使得事业进入低谷。
2004年开始热衷收藏艺术品，2007年成立余德耀基金会，2014年5月成立上海余德耀美术馆。2018年宣布和洛杉磯郡藝術博物館成立一个基金会，专门负责收藏当代中国艺术。
2022年3月18日因胰腺癌于香港去世。

## 荣誉
2013年8月被授予法國榮譽軍團勳章。